# Tin Soldier
"Tin Soldier" is een liedje van de Britse rockgroep Small Faces. Het verscheen oorspronkelijk op de Amerikaanse versie van hun tweede studioalbum, getiteld There Are But Four Small Faces, en werd op 2 december 1967 door Immediate Records als single uitgegeven. Het was daarmee de elfde single van de Small Faces en hun derde op het Immediate-label. Op de B-kant stond het door Steve Marriott, Ronnie Lane en Ian McLagan geschreven "I Feel Much Better".
De Small Faces bereikten met "Tin Soldier" de negende plaats in de Britse hitlijst, de zevende plaats in Zwitserland en de vijfde plaats in de Nederlandse Top 40. Marriott schreef het liedje aanvankelijk voor P.P. Arnold, maar besloot het zelf op te nemen. Arnold zong wel mee op deze plaat. In 1981 nam Marriott "Tin Soldier" opnieuw op met de band Humble Pie voor het album Go for the Throat. Het liedje gaat over Jenny Rylands, met wie Marriott later trouwde.

## Musici
- Ronnie Lane - basgitaar, zang
- Kenney Jones - drums
- Ian McLagan - toetsen
- Steve Marriott - zang, gitaar
- P.P. Arnold - achtergrondzang

## Hitnoteringen

### Nederlandse Top 40
| Hitnotering in de Nederlandse Top 40: | Hitnotering in de Nederlandse Top 40: | Hitnotering in de Nederlandse Top 40: | Hitnotering in de Nederlandse Top 40: | Hitnotering in de Nederlandse Top 40: | Hitnotering in de Nederlandse Top 40: | Hitnotering in de Nederlandse Top 40: | Hitnotering in de Nederlandse Top 40: | Hitnotering in de Nederlandse Top 40: | Hitnotering in de Nederlandse Top 40: | Hitnotering in de Nederlandse Top 40: | Hitnotering in de Nederlandse Top 40: | Hitnotering in de Nederlandse Top 40: |
| Week:                                 | 1                                     | 2                                     | 3                                     | 4                                     | 5                                     | 6                                     | 7                                     | 8                                     | 9                                     | 10                                    | 11                                    |                                       |
| ------------------------------------- | ------------------------------------- | ------------------------------------- | ------------------------------------- | ------------------------------------- | ------------------------------------- | ------------------------------------- | ------------------------------------- | ------------------------------------- | ------------------------------------- | ------------------------------------- | ------------------------------------- | ------------------------------------- |
| Positie:                              | 40                                    | 20                                    | 15                                    | 9                                     | 5                                     | 5                                     | 5                                     | 10                                    | 15                                    | 22                                    | 40                                    | uit                                   |

### UK Singles Chart
| Hitnotering in de UK Singles Chart: 09-12-1967 t/m 24-02-1968 | Hitnotering in de UK Singles Chart: 09-12-1967 t/m 24-02-1968 | Hitnotering in de UK Singles Chart: 09-12-1967 t/m 24-02-1968 | Hitnotering in de UK Singles Chart: 09-12-1967 t/m 24-02-1968 | Hitnotering in de UK Singles Chart: 09-12-1967 t/m 24-02-1968 | Hitnotering in de UK Singles Chart: 09-12-1967 t/m 24-02-1968 | Hitnotering in de UK Singles Chart: 09-12-1967 t/m 24-02-1968 | Hitnotering in de UK Singles Chart: 09-12-1967 t/m 24-02-1968 | Hitnotering in de UK Singles Chart: 09-12-1967 t/m 24-02-1968 | Hitnotering in de UK Singles Chart: 09-12-1967 t/m 24-02-1968 | Hitnotering in de UK Singles Chart: 09-12-1967 t/m 24-02-1968 | Hitnotering in de UK Singles Chart: 09-12-1967 t/m 24-02-1968 | Hitnotering in de UK Singles Chart: 09-12-1967 t/m 24-02-1968 | Hitnotering in de UK Singles Chart: 09-12-1967 t/m 24-02-1968 |
| Week:                                                         | 1                                                             | 2                                                             | 3                                                             | 4                                                             | 5                                                             | 6                                                             | 7                                                             | 8                                                             | 9                                                             | 10                                                            | 11                                                            | 12                                                            |                                                               |
| ------------------------------------------------------------- | ------------------------------------------------------------- | ------------------------------------------------------------- | ------------------------------------------------------------- | ------------------------------------------------------------- | ------------------------------------------------------------- | ------------------------------------------------------------- | ------------------------------------------------------------- | ------------------------------------------------------------- | ------------------------------------------------------------- | ------------------------------------------------------------- | ------------------------------------------------------------- | ------------------------------------------------------------- | ------------------------------------------------------------- |
| Positie:                                                      | 49                                                            | 29                                                            | 18                                                            | 19                                                            | 19                                                            | 16                                                            | 14                                                            | 9                                                             | 10                                                            | 17                                                            | 24                                                            | 33                                                            | uit                                                           |

### NPO Radio 2 Top 2000
| Nummer met noteringen in de NPO Radio 2 Top 2000 | '00  | '01 | '02  | '03  | '04  | '05  | '06  | '07  | '08  | '09  | '10  | '11  | '12 | '13  | '14  | '15  | '16  | '17  |
| ------------------------------------------------ | ---- | --- | ---- | ---- | ---- | ---- | ---- | ---- | ---- | ---- | ---- | ---- | --- | ---- | ---- | ---- | ---- | ---- |
| Tin Soldier                                      | 1013 | -   | 1439 | 1101 | 1061 | 1252 | 1327 | 1595 | 1339 | 1501 | 1698 | 1797 | -   | 1546 | 1672 | 1935 | 1993 | 1822 |

1. ↑  Een '-' betekent dat het nummer niet was genoteerd en een vetgedrukt getal geeft de hoogste notering aan.
2. ↑  2000 was het eerste jaar met een notering voor dit nummer.
3. ↑  Deze tabel is bijgewerkt tot en met de laatste editie (2024).